# Тоутоваї малий
Тоутоваї малий (Petroica pusilla) — вид горобцеподібних птахів родини тоутоваєвих (Petroicidae), що мешкає на островах Меланезії і Полінезії. Виділяють низку підвидів.

## Таксономія
Малих тоутоваї раніше вважали підвидом острівного тоутоваї (Petroica multicolor). За результатами гентичних досліджень цей вид був розділений, а Petroica polymorpha, чероноволий і малий тоутоваї були виділені як окремі види. Наукова назва Petroica multicolor була збережена за острівним тоутоваї.

### Підвиди
| Підвиди Petroica pusilla           | Підвиди Petroica pusilla                                                                     | Підвиди Petroica pusilla | Підвиди Petroica pusilla |
| Триномінальна назва і автор        | Поширення                                                                                    | Опис |                          |
| ---------------------------------- | -------------------------------------------------------------------------------------------- | --- | ------------------------ |
| P. p. ambrynensis (Sharpe, 1900)   | Еспіриту-Санто, Аоба, Амбрим, Паама, Лопеві і Тонгоа; північ і центр Вануату і острови Банкс | Подібний до номінативного підвиду, однак у самців білі смуги на крилах менші, а груди у самок червоні. Виражений статевий диморфізм.   |                          |
| P. p. similis (G.R. Gray, 1860)    | Танна і Анейтьюм; південь Вануату                                                            | Схожий на P. m. ambrynensis, але самці тьмянішого, вугільно-чорного кольору                                                            |                          |
| P. p. feminina (Mayr, 1934)        | Ефате і Емао; центр Вануату                                                                  | Самці подібні до самок, верхня частина тіла в них коричневого кольору; груди червоні. Самки світліші за самці.                         |                          |
| P. p. soror (Mayr, 1934)           | Вануа-Лава; острови Банкс                                                                    | Схожий на P. m. feminina, однак верхня частина тіла темніша а горло червоніше.                                                         |                          |
| P. p. cognata (Mayr, 1938)         | Ероманга; південь центрального Вануату                                                       | Схожий на P. m. soror, однак верхня частина тіла сіра, а на хвості білі смуги.                                                         |                          |
| P. p. pusilla (Peale, 1848)        | Саваї і Уполу; Самоа                                                                         | Номінативний підвид; верхня частина тіла самців вугільно-чорна, голова чорна, на крилах білі смуги, на лобі невелика біла пляма.       |                          |
| P. p. kleinschmidti (Finsch, 1876) | Віті-Леву і Вануа-Леву; Фіджі                                                                | схожий на P. m. pusilla, однак у самців біла пляма на лобі більша і верхня частина тіла темніша, а у самок верхня частина тіла сіріша. |                          |
| P. p. taveunensis (Holyoak, 1979)  | Тавеуні; Фіджі                                                                               | Схожий на P. m. kleinschmidti, однак груди у самців червоніші, а самки коричнюватіші.                                                  |                          |
| P. p. becki (Mayr, 1934)           | Кандаву; південь Фіджі                                                                       | Схожий на P. m. kleinschmidti, однак верхня частина тіла світліша                                                                      |                          |

## Опис

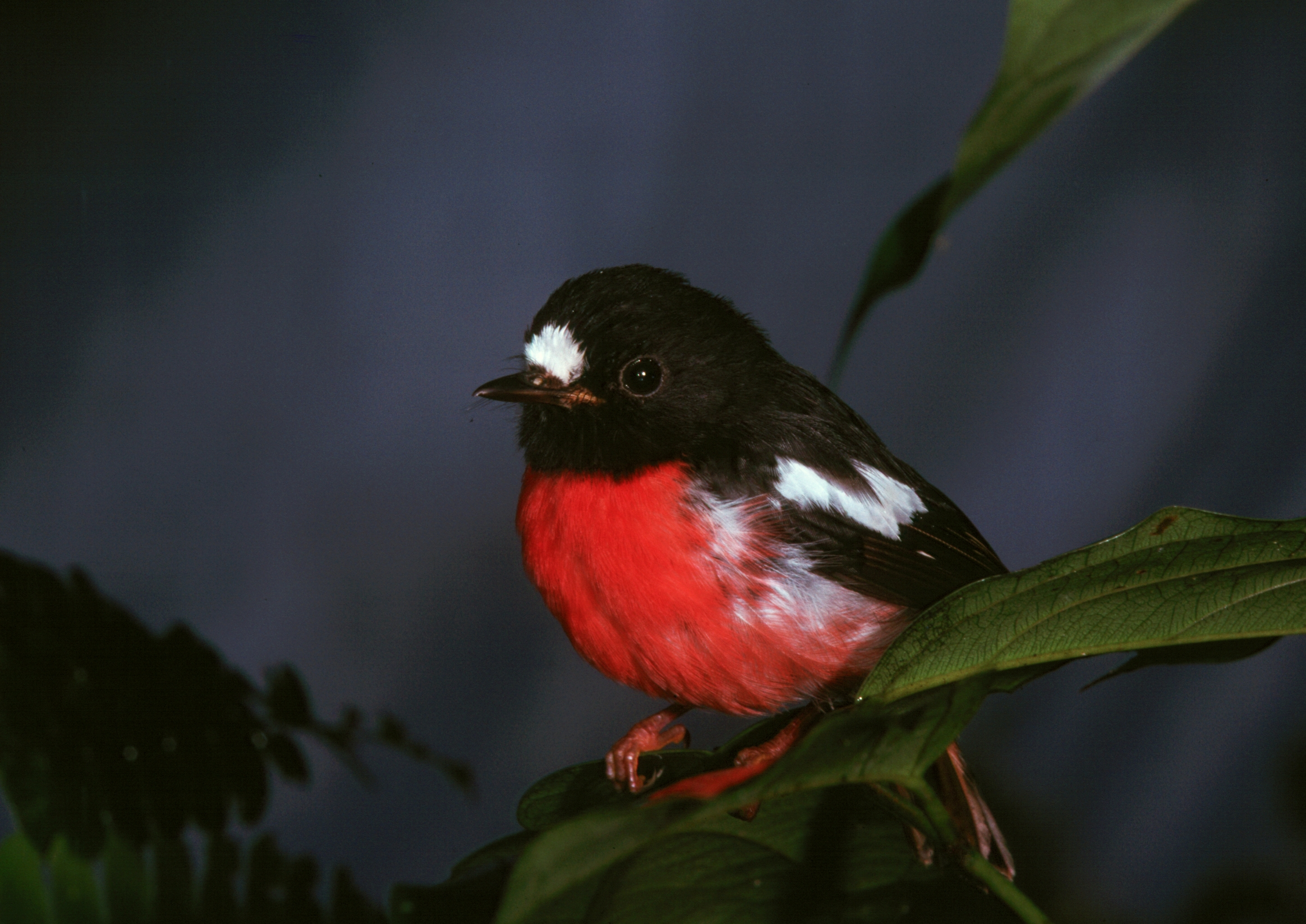
Підвид P. p. kleinschmidti, Віті-Леву, Фіджі

Довжина птаха становить 11,5-13,5 см, вага 9-11 г. На багатьох островах це найменший вид птахів. Забарвлення різниться за статтю і підвидом. У самця номінативного підвиду голова чорна з білою плямою на лобі, верхня частина тіла чорна, на крилах білі смуги, груди і живіт червоні, низ живота і гузка білі. У самок відсутня біла пляма на лобі і білі смуги на крилах, верхня частина тіла в неї темно-коричневого кольору. Груди тьмяніші. ніж в самців, область білого кольору на гузці менша. Цей вид птахів має чорні дзьоб і ноги.

## Поширення
Цей вид птахів мешкає на островах Меланезії і Полінезії. Викопні рештки, знайдені на островах Хаапай (Тонга), вказують що раніше цей вид був там поширений.

## Розмноження
Початок сезону розмноження різниться. На Вануату сезон триває з жовтня по січень. Пташенят спострігали в серпні на Соломонових островах і в липні-вересні на Самоа. В кладці 2-4 яйця.

## Раціон
Цей вид птахів харчується комахами, павуками і псевдоскорпіонами.

## Збереження
МСОП вважає цей вид таким, що не потребує особливих заходів зі збереження. Однак деякі підвиди можуть потерпати від знищення природного середовища.